# Не валяй дурака…
«Не валяй дурака…» (англ. Don’t play the Fool) — российская комедия Валерия Чикова, снятая в 1997 году. Главные роли сыграли Михаил Евдокимов, Сергей Агапитов и Ольга Остроумова.

## Сюжет
Действие происходит одновременно на Русском Севере, в США и в Москве примерно в начале-середине 1990-х годов. Американцы решили убедиться, что в районе архангельской деревни Красный Серп действительно имеется месторождение алмазов, и посылают туда подводную лодку под командованием чернокожего ветерана (Кевин Макгиар), в молодости сопровождавшего конвои союзников во время Второй мировой войны. В то же время в деревне Красный Серп кузнец Филимон (Михаил Евдокимов) и его друг конторщик Паша Гусь (Сергей Агапитов) ссорятся из-за простреленной шляпы, а председатель сельсовета Петя Хорьков (Юрий Оленников) собирает митинг с предложением вернуть деревне дореволюционное название Миндюкино. Жители настроены скептически - у них полно более насущных забот. Помимо этого в деревню приезжает долгожданный телемастер (Сергей Рубеко). Починив телевизор в доме Филимона, телемастер отправляется к Ивану Таратайкину (Валерий Золотухин) и за ремонтом интересуется, почему сын Филимона Вася (Григорий Сиятвинда) имеет необычный цвет кожи. Иван рассказывает историю о том как Нюра, мать Полины (Ольга Остроумова) - жены Филимона встречалась с чернокожим американским моряком в последний год войны. В результате этой связи рождается Полина, по цвету кожи никак не отличающаяся от матери, но за контакты с иностранцем ее мать все равно привлекают к уголовной ответственности. Когда Полина взрослеет и выхожит замуж за Филимона, у них рождается темнокожий сын. Из-за необычного случая случается скандал, Филимон требует развода, но после выяснения обстоятельств и приезда ученого генетика из Архангельска, который дает публичную лекцию для жителей села все улаживается.
В качестве отвлекающего манёвра американцы подбрасывают к берегу 200-литровую бочку со спиртом, вскоре бочку вылавливает Филимон. В сарае Филимона за несколько минут собирается мужская компания, туда же в поисках мужа забегает Зина Таратайкина (Татьяна Кравченко). С её подачи в деревне решают устроить народное гулянье, в которое помимо своей воли постепенно вовлекаются и все американские подводники. Как водится для таких гуляний, не обошлось без массовой драки и пожара (сгорел огромный сарай, принадлежавший Филимону, где и происходило гулянье). А чернокожий ветеран (он тоже высадился на берег) нашёл свою дочь и внука, родившегося в семье Филимона. Оказалось что именно он встречался здесь с Нюрой в 1945 году.
Заметив подозрительную активность американской подводной лодки в районе Кольского полуострова (о чём даже вышла новость по телевизору), на Лубянке приступают к расследованию. В соседней деревне Хомутово рыбаки тоже выловили бочку, но один из них испугался, что там может быть биологическое оружие, и вызвал милицию. Бочку отправили в Москву на самолёте (сопровождал её «телемастер», приезжавший в деревню, оказавшийся капитаном ФСБ), а там после анализа содержимого выяснили, что в ней обычный спирт, только американского производства. Поняв, в чём дело, ФСБ присылает в деревню Красный Серп спецназ на вертолёте, но американцы благополучно уплывают.
Филимон предстаёт перед судом, на котором его, за устроенные в деревне беспорядки, из-за которых никто в деревне не вышел на работу, остановились работа фермы и механического цеха, прекратилась дойка коров, осуждают по статье 206 УК России и приговаривают к 2 годам лишения свободы условно с отсрочкой и обязывают возместить стоимость 200 литров спирта местному винзаводу (как оказалось, завод и в самом деле потерял бочку при транспортировке (её выловил Филимон), а «американская» бочка уплыла дальше по течению и её выловили в Хомутове). Приговор вызвал возмущение жителей Красного Серпа, особенно обязанность возместить ущерб винзаводу. Паша мирится с Филимоном и обещает после бани поставить проспоренные два литра водки.
После суда Филимон ловит дрова и вылавливает ещё одну бочку со спиртом, подброшенную на этот раз японскими подводниками.
В эпилоге закадровый рассказчик сообщает, что следующим летом Полина гостила у отца в Америке, а Филимона не пустили из-за судимости, Иван Таратайкин погиб при испытании своего вертолёта. Доярка Клава (Анастасия Заволокина) вышла замуж за Петю Хорькова и родила тройню. Паша так же работает в конторе, недавно он снова наступил на гвоздь и сидит на бюллетене, а деревню Красный Серп переименовали в Миндюкино.

## В ролях
| Актёр                | Роль |
| -------------------- | --- |
| Михаил Евдокимов     | кузнец мех.цеха Филимон Фомич Селиванов |
| Сергей Агапитов      | конторщик Пашка Гусь (Озвучивал Александр Рыжков) (Сергей Агапитов, исполнивший роль Пашки Гуся, скончался 24 августа 1996 года, не дожив до премьеры фильма) |
| Ольга Остроумова     | жена Филимона Полина Селиванова |
| Григорий Сиятвинда   | сын Филимона Василий Селиванов |
| Валерий Золотухин    | сварщик мех.цеха, гармонист, изобретатель-самоучка Иван Таратайкин                                                                                            |
| Татьяна Кравченко    | Зинаида Таратайкина |
| Лев Дуров            | дед Степан |
| Юрий Оленников       | председатель сельсовета Петя Хорьков |
| Анастасия Заволокина | доярка Клава |
| Сергей Рубеко        | особист-«телемастер», капитан ФСБ |
| Владимир Кашпур      | генерал ФСБ Иван Данилович |
| Александр Пятков     | «Кутузов» |
| Андрей Николаев      | американский шпион «Стёпа» |
| Кевин Макгиар        | командир подводной лодки, ветеран Второй мировой войны, отец Полины, дед Васи Ден Вудли                                                                       |

## Съёмочная группа
- Режиссёр-постановщик: Валерий Чиков
- Автор сценария: Валерий Чиков
- Оператор-постановщик: Тимур Зельма
- Художник-постановщик: Карим Халиуллин
- Композитор: Константин Шевелёв
- Звукорежиссёр: Владимир Горлов
- Монтаж: Галина Дьяконова

## Съемки
Некоторые фрагменты фильма снимались в деревне Боброва (Архангельская область)

### Комментарии
1. ↑  Между 1993 и 1996 годами. Памятник американским морякам торгового флота был открыт в 1991 году, песня Валерия Леонтьева «Казанова» вышла в 1993 году, уголовный кодекс, на основании которого осудили Филимона, действовал до конца 1996 года.